# Emmy Klieneberger-Nobel
Emmy Klieneberger-Nobel (15 février 1892 - 11 septembre 1985) est une microbiologiste britannique d'origine allemande, l'une des fondatrices de la microbiologie des mycoplasmes. Elle a effectué la plupart de ses recherches au Lister Institute de Londres.

## Biographie
Klieneberger-Nobel naît le 15 février 1892 à Francfort, plus jeune enfant d'une fratrie de quatre, fille de Sophie Hamburger et Abraham Adolph Klieneberger, un marchand de vin,.
Klieneberger-Nobel se forme comme enseignante et obtient son certificat d'enseignement en 1911. Elle commence des études de botanique, zoologie, mathématiques et physique en 1913-1914 à l'université de Göttingen puis, en 1914 du fait de l'approche de la guerre, les poursuit à l'université de Francfort. Elle obtient son doctorat en botanique en 1917, sous la direction de Martin Möbius,.
Elle est stagiaire dans l'enseignement secondaire de Francfort, puis elle est titularisée après sa réussite à l'examen pédagogique en novembre 1919. Elle enseigne les sciences dans une école privée pour filles à Dresde de 1919 à 1922,.
En 1922, Klieneberger-Nobel est embauchée comme bactériologiste à l'Institut d'hygiène de l'université de Francfort sous la direction de Max Neisser (de). Elle est membre de la Société allemande d'hygiène et de bactériologie, et publie des articles en bactériologie,. En 1930, elle est chargée de cours à la faculté de médecine de Francfort. Cependant, sa carrière est interrompue par l'arrivée au pouvoir des nazis : elle est déchue de son poste en 1933 sur la base de la loi de restauration de la fonction publique professionnelle,. Klieneberger-Nobel obtient une bourse de l'American Association of University Women en 1934 qui lui permet de quitter l'Allemagne et de s'installer en Angleterre.
Klieneberger-Nobel obtient un poste de chercheuse au Lister Institute of Preventive Medicine de Londres, où elle effectue le reste de sa carrière. Elle publie environ 80 publications scientifiques, notamment sur la morphologie et la morphogenèse des bactéries.
Ses travaux à l'Institut Lister se sont concentrés sur les mycoplasmes, un type de micro-organisme, et ses travaux ont jeté les bases de recherches ultérieures sur la façon dont ces micro-organismes provoquent des maladies infectieuses. Elle est la première à établir en 1934 les différences entre les mycoplasmes et les autres espèces de bactéries. Elle a ensuite développé un mélange spécial de gélose nutritive et une technique de culture qui a permis de cultiver pour la première fois en laboratoire des organismes provoquant la bronchopneumonie chez les rats et les souris. Elle a ensuite utilisé cette technique pour isoler et identifier plusieurs espèces pathogènes de mycoplasmes, dont M. arthritides et M. pneumoniae
Elle reçoit la bourse Jenner du Lister Institute en 1935.
De plus, en 1935, elle découvrit et cultiva des souches inhabituelles de bactéries dépourvues de paroi cellulaire, nommant ces souches bactéries de forme L du nom de l'Institut Lister où elle travaillait,.
Pendant la Seconde Guerre mondiale, des ressources limitées ont poussé Klieneberger-Nobel à se concentrer sur la collecte de micrographies d'espèces importantes de bactéries, notamment les espèces Myxobacterium, Streptomyces et Bacillus, dont beaucoup sont ensuite été inclus dans son livre "Focus on Bacteria", un guide illustré publié en 1965.
Elle épouse en 1944 le pédiatre et universitaire Edmund Nobel, qui avait quitté l'Autriche après l'Anschluss en 1938, il était alors médecin-chef à l'hôpital pour enfants Mautner Makhof à Vienne. Il meurt en 1946 d'une crise cardiaque.
En 1962, elle publie un ouvrage consacré aux mycoplasmes, intitulé Pleuropneumonia-like organizations (PPLO) Mycoplasmataceae.
Elle prend sa retraite en 1962. Elle publie son autobiographie en allemand en 1977. La traduction anglaise sous le titre Memoirs paraît en 1980.

## Publications
- Pleuropneumonia-like organisms (PPLO) Mycoplasmataceae. London and New York 1962
- Focus on Bacteria. Academic Press, London 1965
- Pioneering achievements for medical microbiology. Memoirs. Fischer, Stuttgart / New York, NY 1977,  (ISBN 3-437-10497-7) ; English edition: Memoirs. Translated by Francis A. Blake. Academic Press, London 1980,  (ISBN 0-12-414850-6) (autobiography).

## Honneurs et distinctions
- 1976 : elle est élue membre d'honneur à vie de l'Organisation internationale de mycoplasmologie (IOM).
- 1967 : à l'occasion de son 75e anniversaire, elle est nommée membre d'honneur de l'Institut Robert-Koch de Berlin.
- 1980 : la médaille Robert Koch lui est décernée par le président de la République fédérale d'Allemagne, Karl Carstens, à Bonn[2].
- 1980 : l'IOM institue le Emmy Klieneberger-Nobel Award biennal pour des réalisations exceptionnelles dans la recherche dans le domaine de la mycoplasmologie.